# كاتدرائية يورك
كاتدرائية يورك هي كاتدرائية توجد بمدينة يورك في إنجلترا، وهي من أضخم الكاتدرائيات في شمال أوروبا، وهي مقر رئيس أساقفة يورك، وهي الكنيسة الأم لأبرشية يورك وإقليم يورك

## التاريخ
استدعي أسقف يورك إلى مجلس آرل في عام 314، ما يشير إلى وجود طائفة مسيحية في يورك في ذلك الوقت؛ ومع ذلك، تُعتبر الدلائل الأثرية على وجود المسيحية في رومان يورك محدودة. تم تسجيل أول كنيسة هناك، وهي عبارة عن هيكل خشبي تم بناؤه على عجل في عام 627 لتوفير مكان لإجراء مراسم معمودية إدوين ملك نورثمبريا. لم يتم تحديد موقع هذه الكنيسة، ولا حتى ملحقاتها قبل عام 1080. وعلى الأرجح أنه كان في أو بجانب برينسيبيا الرومانية القديمة، (المقر العسكري)، والتي ربما أقام فيها الملك في أثناء تواجده في يورك. تشير الدلائل الأثرية إلى أن برينسيبيا كانت تقع جزئيًا تحت موقع الكاتدرائية بعد عام 1080، لكن الحفريات التي أجريت بين عامي 1967-73 لم تُظهر بقايا كنائس ما قبل عام 1080. لذلك، يمكن استنتاج أن كنيسة إدوين، وملحقاتها المباشرين، كانت بالقرب من موقع الكنيسة الحالي (ربما إلى الشمال، تحت حديقة دين الحديثة)، لكن في نفس الموقع تمامًا.
بدأت التحركات نحو بناء أكثر أهمية بعد فترة وجيزة من معمودية إدوين. وفقًا لبيدي، شرع إدوين في بناء كنيسة أكبر مصنوعة من الحجر بهدف إحاطة الكنيسة الخشبية التي تم تعميده فيها. تم الانتهاء من هذا الهيكل الحجري في عام 637 على يد أوزوالد وتخصيصه للقديس بطرس. لكن سرعان ما تدهور حال الكنيسة إلى أن تداعت بحلول عام 670 عندما صعد القديس ويلفريد إلى كرسي الأسقفية. سعى بدوره إلى إصلاح الهيكل وترميمه وتركيب أسقف محفوظة بالرصاص ونوافذ زجاجية وأثاث متين. تم إنشاء المدرسة والمكتبة الملحقة وبحلول القرن الثامن كانتا من أكثر المدارس والمكتبات أهمية في شمال أوروبا.
في عام 741، ربما قد تعرضت الكاتدرائية إلى أضرار أو دمرت على إثر حريق. لكن لم يكن أي ضرر لحق بالكاتدرائية طويل الأمد. كتب ألكوين (الذي لم يذكر الحريق أو إعادة البناء) بالتفصيل عن تكلفة المبنى العالية وعظمته. في وقته، كان هناك مذبح كبير أقيم فوق مكان معمودية إدوين، وهو مغطى بالمعادن الثمينة والمجوهرات. يوجد أيضًا ثريا مذهلة معلقة فوق المذبح، إلى جانب وجود صليب فضي قيّم وباهظ الثمن وإبريق ذهبي. بعد ذلك، شهدت الكاتدرائية وبقية المدينة دخول العديد من الغزاة، وبقي تاريخها غامض حتى القرن العاشر. كانت هناك سلسلة من رؤساء الأساقفة التابعين لنظام القديس بنديكت، بما في ذلك القديس أوزوالد من ورسيستر وولفستان وإيلدريد، الذين سافروا إلى دير وستمنستر لتتويج ويليام الفاتح في عام 1066. توفي إيلدريد عام 1069 ودُفن في الكاتدرائية.
في يناير عام 1069، أثار تمرد لدعم إدغار إثيلينغ حملة قمع وحشية من قِبَل ويليام. ذكرت صحيفة أنجلو-ساكسون كرونيكل أن قوات ويليام «قد دمرت المدينة وألحقت العار بوزير القديس بطرس». في وقت لاحق من ذلك العام، أبحر الغزاة الدانيون الذين يدعمون إيثيلينغ فوق هامبر وأوز؛ وهاجموا المدينة التي اندلع فيها حريق، ما أدى إلى نشوب النار داخل الكاتدرائية وتدميرها. على الأرجح أن ما تبقى من الكنيسة قد تم تدميره لاحقًا أثناء حملات الشمال التي قادها ويليام. قام أول رئيس أساقفة من النورمان، توماس من بايوكس، في عام 1070 بتنظيم بعض الإصلاحات، لكن في عام 1075، أبحرت قوة دنماركية أخرى فوق النهر «واتجهت إلى يورك واقتحمت كنيسة وزير القديس بطرس وسرقت الكثير من الممتلكات، ثم ذهبوا بعيدًا». بدأ وزير النورمان ببناء كاتدرائية جديدة في عام 1080 وتم الانتهاء منها قبل وفاة توماس عام 1100. من المحتمل أن تكون الكاتدرائية الجديدة قد بُنيت إلى الجنوب مباشرةً من الكاتدرائية السكسونية القديمة، والتي ربما تم هدمها بمجرد اكتمال الهيكل الجديد. تم بناء الكاتدرائية الجديدة على الطراز النورماني وبلغ ارتفاعها 364.173 قدمًا (111 مترًا) ومطلية بخطوط بيضاء وحمراء. تضرر المبنى الجديد نتيجة نشوب حريق في عام 1137، لكن سرعان ما تم إصلاحه. تم إعادة تشكيل الكورال والديماس الكنسي في عام 1154، ومن ثم بناء مصلى صغير جديد، جميعها على الطراز النورماني.
تم إدخال فن العمارة القوطية إلى الكاتدرائيات في منتصف القرن الثاني عشر. أصبح والتر دي غراي رئيس أساقفة في عام 1215 وأمر ببناء هيكل على الطراز القوطي لمنافسة كاتدرائية كانتربري؛ وتمت علميات البناء في عام 1220. شكّل الجسران الشمالي والجنوبي أولى الهياكل الجديدة؛ وتم الانتهاء منهما في خمسينيات القرن الثاني عشر، تم بنائهما على الطراز القوطي الإنجليزي المبكر، لكن باستخدام ارتفاعات جدارية مختلفة بشكل ملحوظ. تم الانتهاء أيضًا من بناء برج التصالب، مع ذروة خشبية. استمرت عمليات البناء في القرن الخامس عشر.
بدأ مجلس الكهنة أعماله في الستينيات من القرن الثاني عشر واكتمل قبل عام 1296. تم بناء الصحن الواسع من ثمانينيات القرن الثاني عشر على الطراز النورماني. تم الانتهاء من السقف الخارجي في ثلاثينيات القرن الثالث عشر، لكن الجناح لم ينته حتى عام 1360. ثم انتقلت أعمال البناء إلى الذراع الشرقية والمصليات؛ تم هدم الكورال النورماني في تسعينيات القرن الثالث عشر باستثناء الجزء السفلي من عام 1160، والذي أعيد بناؤه لتوفير منصة للمذبح العالي الجديد. انتهى العمل في حوالي عام 1405. في عام 1407 انهار برج التصالب؛ حتى تم تعزيز الأرصفة وبناء برج تصالب جديد في عام 1420. تمت إضافة الأبراج الغربية بين عامي 1433 و 1472. تم الإعلان عن اكتمال بناء الكاتدرائية وجعلها مكانًا مقدسًا في عام 1472.
أدى الإصلاح الإنجليزي إلى نهب الكثير من كنوز الكاتدرائية وفقدان الكثير من أراضيها. في عهد إليزابيث الأولى ملكة إنجلترا، تم بذل جهود كبيرة لإزالة جميع آثار الكاثوليكية الرومانية من الكاتدرائية؛ إذ كان هناك الكثير من الدمار في المقابر والنوافذ والمذابح. في الحرب الأهلية الإنجليزية، حوصرت المدينة وسقطت بين يدي قوات أوليفر كرومويل في عام 1644، لكن توماس فيرفاكس منع إلحاق أية أضرار أخرى للكاتدرائية.
بعد تهدئة التوترات الدينية، تم القيام ببعض أعمال الترميم للكاتدرائية. من عام 1730 حتى عام 1736، تمت ترميم مجلس الوزير بأكمله باستخدام الرخام المنقوش، ثم من عام 1802 بدأت أعمال ترميم أخرى على نطاق واسع. ومع ذلك، في 2 فبراير من عام 1829، تسبب حريق متعمد من قِبَل جوناثان مارتن إلى إلحاق أضرار جسيمة في الذراع الشرقية. أدى حريق عرضي آخر في عام 1840 إلى ترك الصحن والبرج الجنوبي الغربي والممر الجنوبي بدون سقف ومغطى بقشور سوداء. تورطت الكاتدرائية بديون كبيرة حتى تم تعليق جميع خدماتها في خمسينيات القرن التاسع عشر. من عام 1858، سعى أغسطس دونكومب بنجاح لإحياء الكاتدرائية. في عام 1866، تم بناء ستة مجالس سكنية: مجلس المستشار ومجلس العميد الفرعي ومجلس ملحق بأمين أساقفة يورك.
خلال القرن العشرين، تم إجراء المزيد من أعمال الصيانة، خاصةً بعد مسح عام 1967 الذي كشف أن المبنى، ولا سيما برج التصالب، كان على وشك الانهيار. تم جمع 2،000،000 جنيه إسترليني وإنفاقه على عمليات ترميم وتدعيم أساسات المبنى والسقف في عام 1972. خلال عمليات الحفريات، تم العثور على بقايا الركن الشمالي من برينسيبيا الرومانية (مقر حصن إبريكوم الروماني) تحت الجناح الجنوبي. أعيد افتتاح هذه المنطقة، بالإضافة إلى بقايا كاتدرائية النورمان، أمام الشعب في ربيع عام 2013 كجزء من المعرض الجديد الذي يستكشف تاريخ مبنى كاتدرائية يورك.

## معرض صور

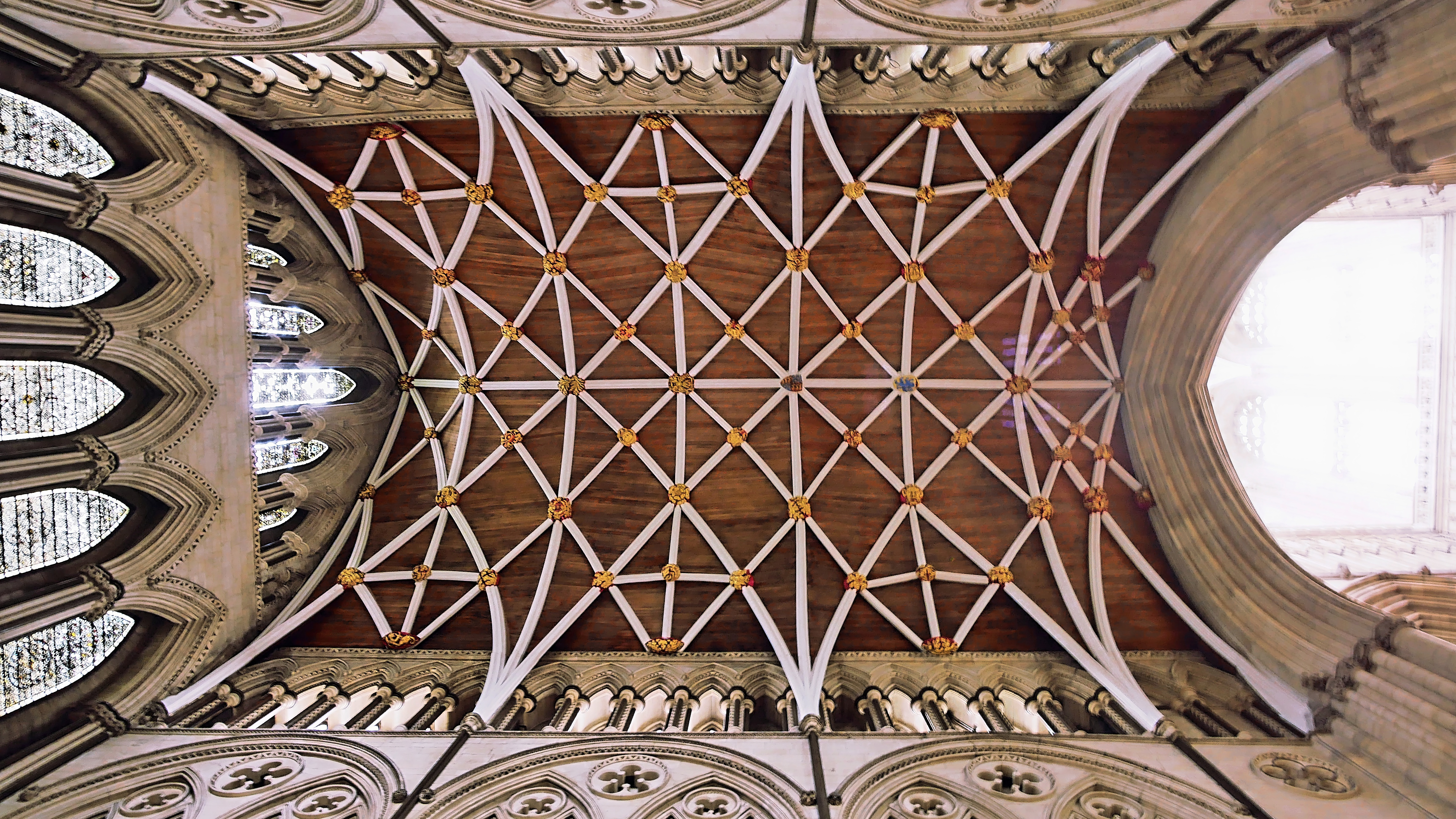
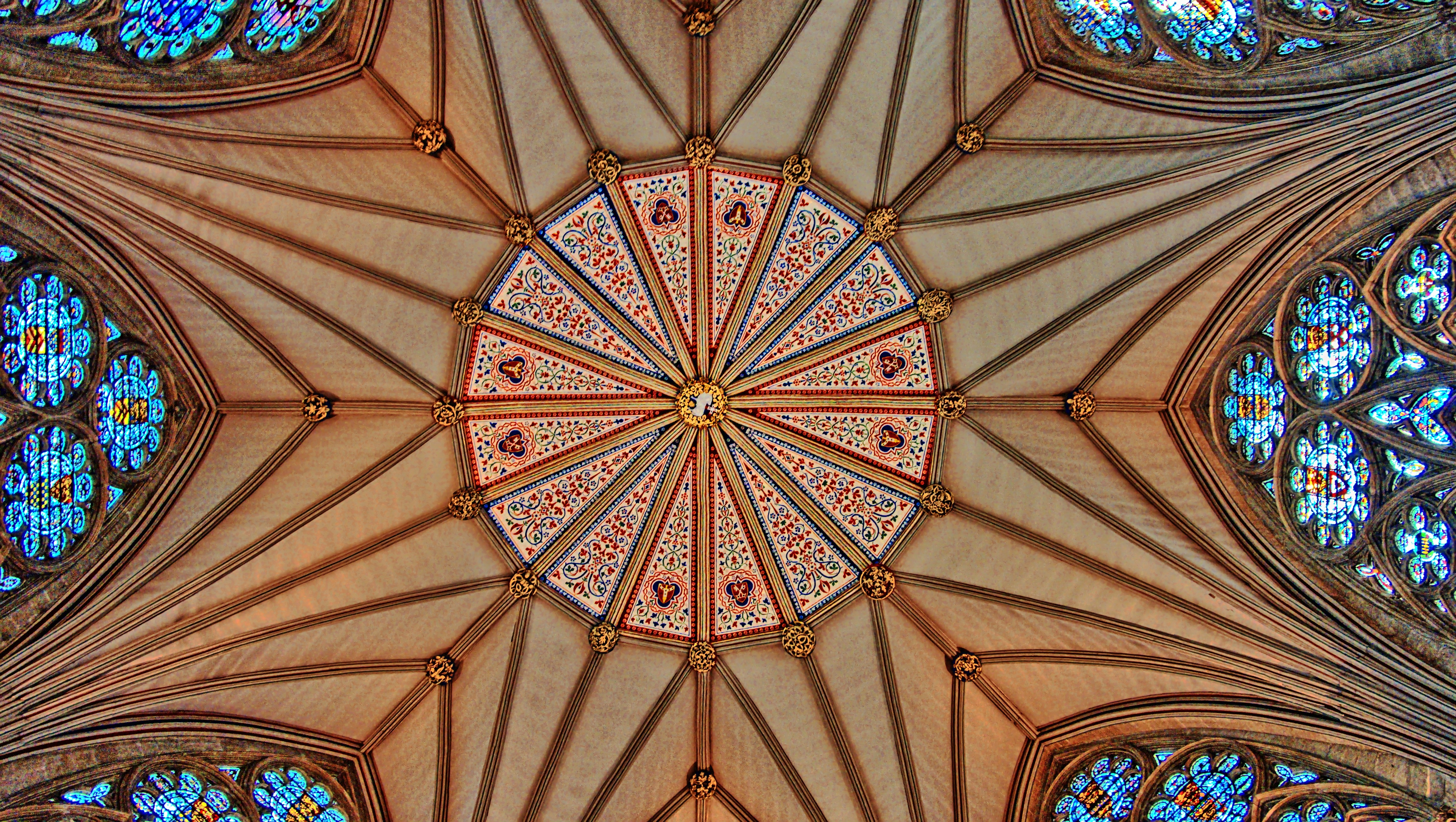
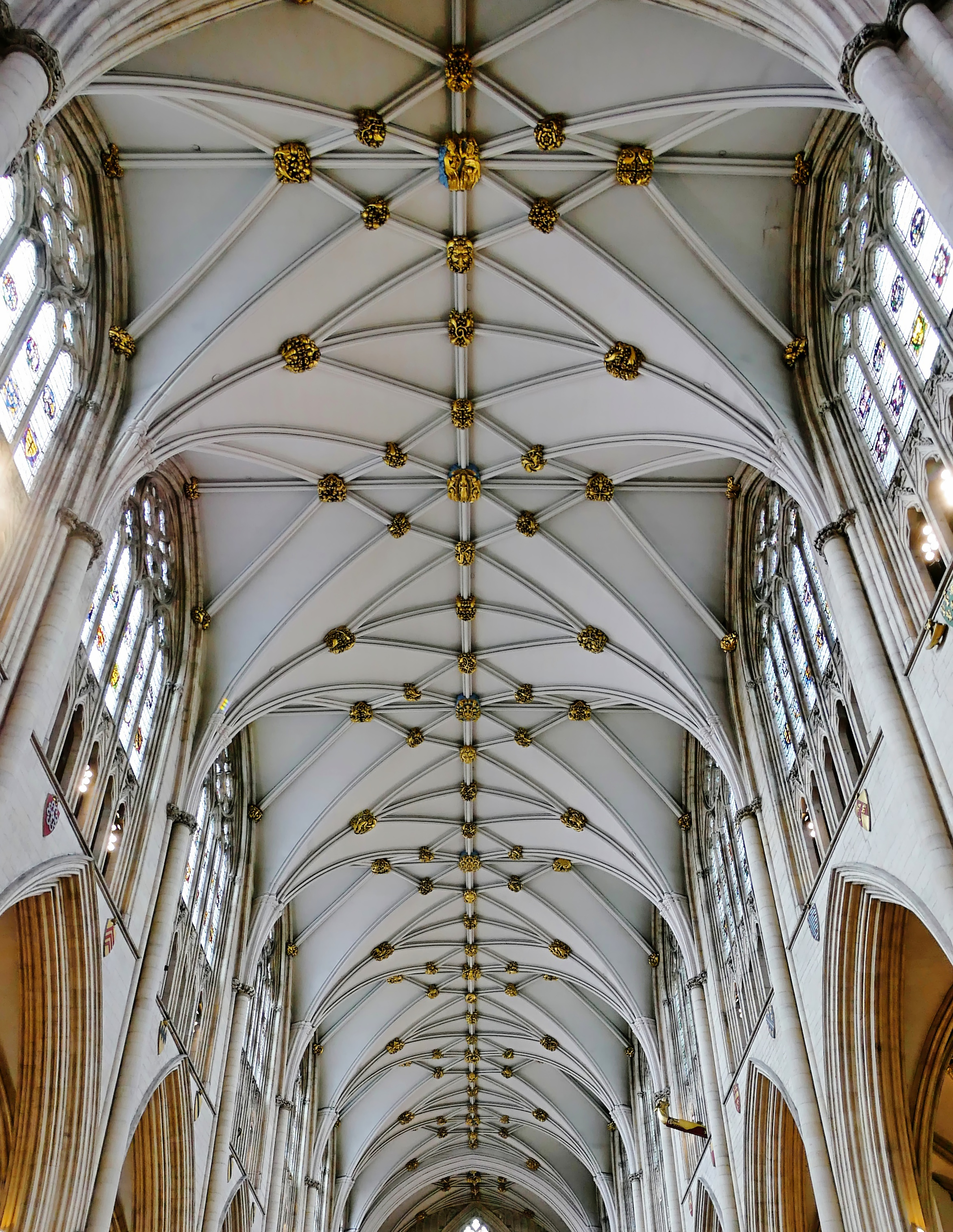
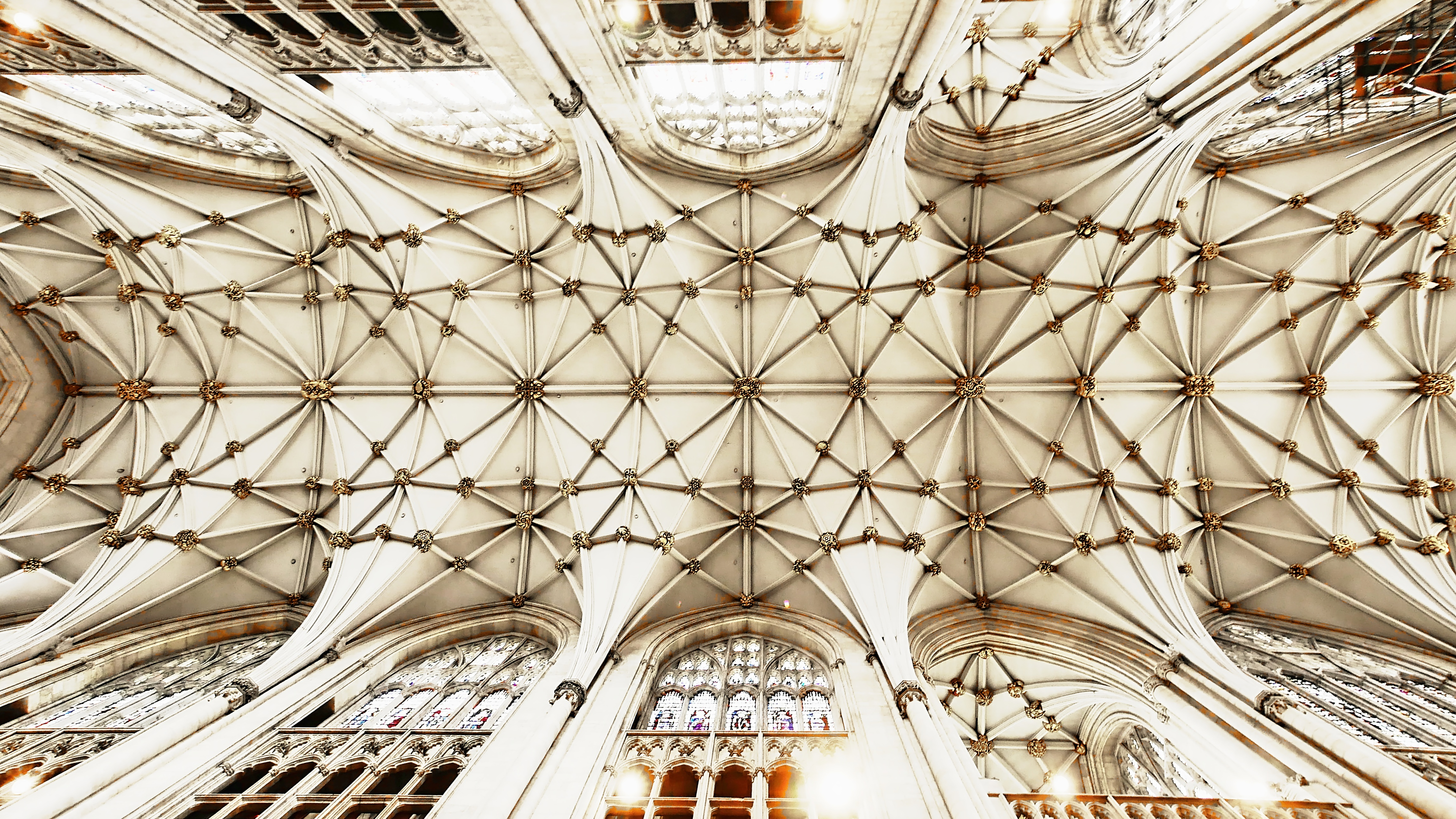
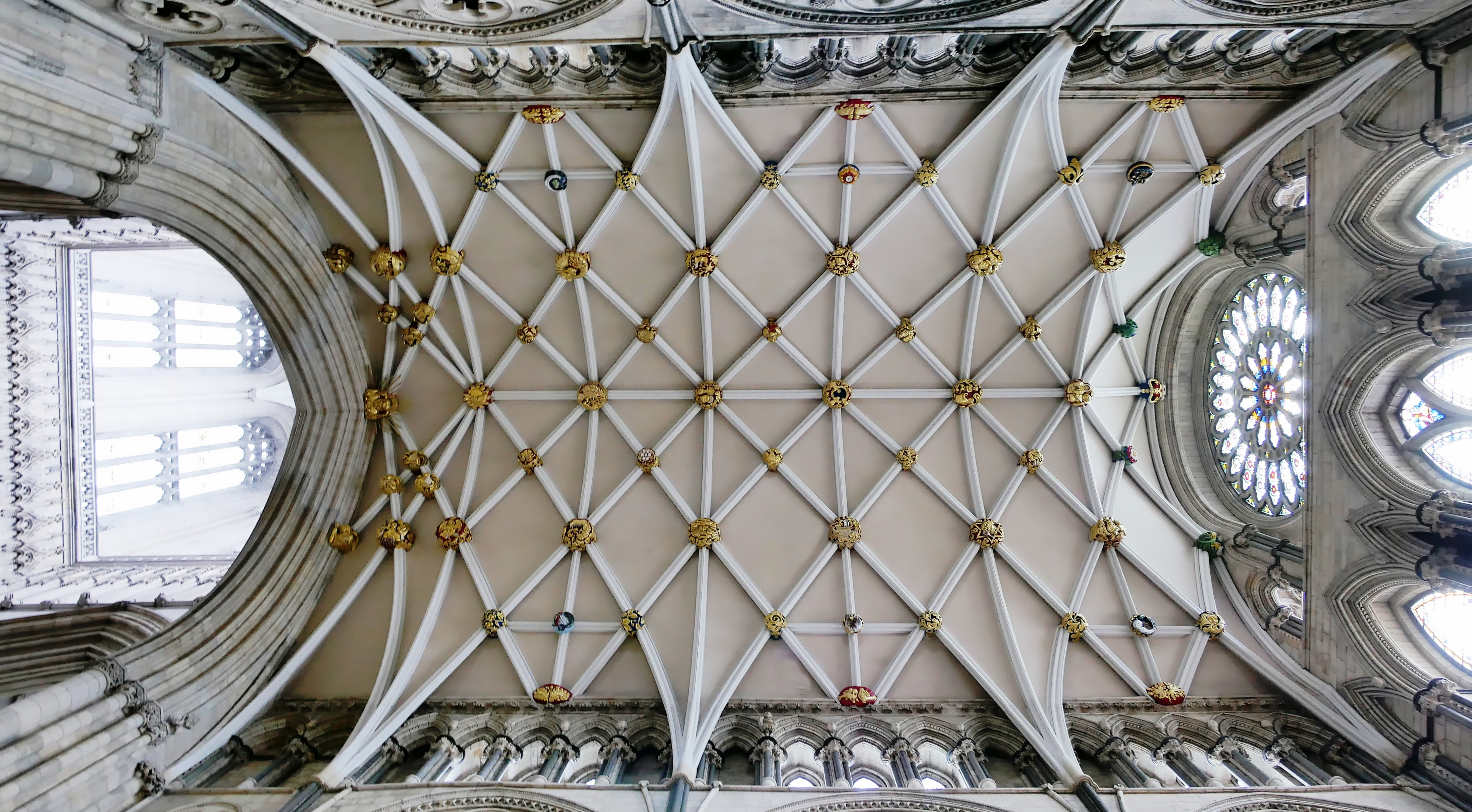

## أعلام
- ماركيز روكنغهام
- تشارلز هوارد
- توستيغ